# Lorain megye
Lorain megye az Amerikai Egyesült Államokban, azon belül Ohio államban található. Megyeszékhelye Elyria, legnagyobb városa Lorain. Lakosainak száma 312 964 fő (2020. április 1.). Lorain megye Ashland, Cuyahoga, Medina, Huron és Erie megyékkel határos.

## Népesség
A megye népességének változása:
| Lakosok száma | 301 452 | 301 829 | 301 597 | 302 827 | 305 147 | 312 964 |
|               | 2010    | 2011    | 2012    | 2013    | 2015    | 2020    |